# Orèstida
|  | Per a altres significats, vegeu «Orèstias». |

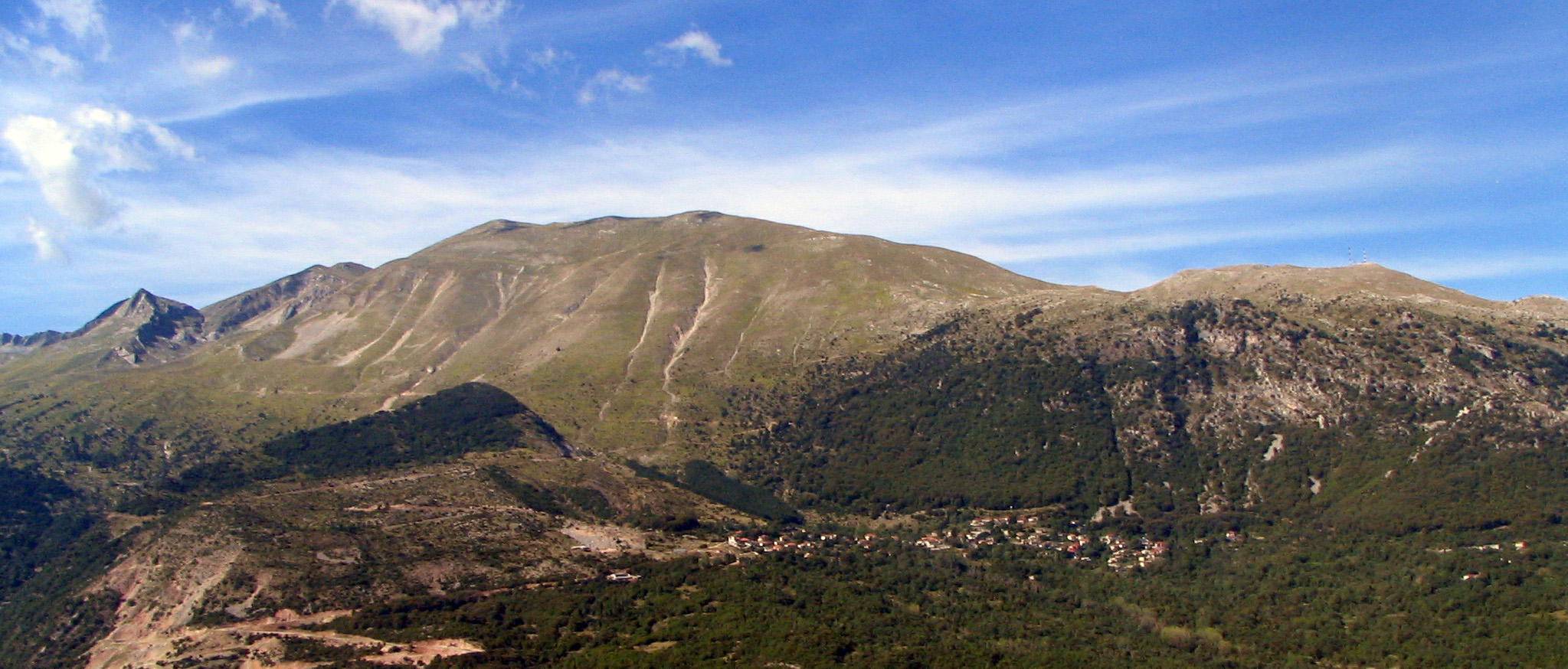
El Pindos

L'Orèstida o Orestíada (en grec antic: Ὀρεστίς o Ὀρεστίας; en llatí: Orestis) era el territori habitat pels orestes, pobladors occidentals de l'antiga Macedònia. Posteriorment, esdevengué una regió de Macedònia.
Ni Titus Livi ni Diodor de Sicília en parlen quan esmenten els territoris originals de Macedònia. Va formar part del Regne de Macedònia durant segles fins que l'any 196 aC, després de la Segona Guerra Macedònica, es va organitzar com un territori independent. Més tard, després del 168 aC, conclosa la Tercera Guerra Macedònica, va passar a formar part de la província romana de Macedònia, inclosa probablement en el quart districte, si més no la part situada a l'est del Pindos.